# Joseph Furphy
Joseph Furphy (en irlandais Seosamh Ó Foirbhilhe), 26 septembre 1843 – 13 septembre 1912, est considéré comme « le père du roman australien », sous le nom de plume de Tom Collins. Son roman le plus célèbre, Such Is Life (en) (1903), est tenu en Australie pour un classique.

## Biographie
Joseph Furphy est né à Yering (en) (État de Victoria). Son père, Samuel Furphy, était fermier à Tandragee (en) dans le Comté d'Armagh en Irlande avant d'émigrer en Australie en 1840. Samuel Furphy devient jardinier à Yering Station, où il n'y avait pas d'école et Joseph fut éduqué par sa mère. Les seuls livres à sa disposition étaient La Bible et Shakespeare et à l'âge de sept ans Joseph en connaissait des passages par cœur. Il ne les a jamais oubliés.
Vers 1850, la famille s'installe à Kangaroo Ground (en) (État de Victoria) où une école fut construite et un maître embauché. En 1852, les Furphy s'installent à Kyneton où Samuel monte un commerce de foin et de blé. Quelques années plus tard, il loue une ferme et achète un atelier de fabrication de moissonneuses-batteuses où travaillèrent Joseph et un de ses frères qui devinrent tous deux d'excellents conducteurs d'engins. En 1864, Joseph achète un atelier de matériel de battage et voyage dans le comté d'Hepburn et les comtés voisins. À Glenlyon (en), il rencontre Léonie Germain, une jeune fille de 16 ans d'ascendance française qu'il épouse en 1866. Peu après, la mère de Léonie se rend en Nouvelle-Zélande et Joseph s'occupe alors de la ferme de celle-ci. Deux années plus tard, il acquiert une « sélection » près de Colbinabbin (en). Mais le terrain se révéla être de mauvaise qualité et en 1873 il le revend pour acheter un troupeau de bœufs, grâce auquel il commença à s'enrichir jusqu'à ce que la sécheresse lui occasionne de lourdes pertes. En 1884, il est employé dans la fonderie créée par son frère John à Shepparton où il travaillera pendant vingt ans, tout en écrivant ses romans le soir.
À la fin de sa vie, il s'établit en Australie-Occidentale auprès de ses fils. Il meurt à Claremont le 13 septembre 1912, et est inhumé au cimetière de Karrakatta.

## Carrière littéraire
Dans sa jeunesse, Joseph Furphy écrit de la poésie. En 1867, il reçoit un prix de 3 livres sterling de la Kyneton Literary Society pour le poème  The Death of President Lincoln. Quand il résidait à Shepparton, Kate Baker, une institutrice qui était en pension chez sa mère, l'encouragea à écrire. Il envoya un texte, The Mythical Sundowner, à The Bulletin, signé Warrigal Jack, qui fut accepté pour la publication.
Son ouvrage le plus connu, Such Is Life (en), est une fiction basée sur la vie rurale de son temps (conducteurs de bœufs (en), squatters, voyageurs de commerce…) dans la Nouvelle-Galles du Sud et l'État de Victoria des années 1880. En 1897, il envoie le manuscrit à The Bulletin où Alfred Stephens (en) reconnait sa valeur, mais considère que le texte n'était pas publiable en l'état et il lui suggéra d'en resserrer le texte. Furphy en retira toute une partie, publiée plus tard sous forme de feuilleton sous le titre Rigby's Romance. Stephens réussit à persuader les propriétaires de The Bulletin de publier la version révisée de Such Is Life, qu'il estimait être un grand roman australien, même s'il n'était pas commercialement viable. Il fut publié en 1903 et il n'en fut vendu que le tiers du tirage initial. Kate Baker réussit à en faire publier d'autres éditions après la mort de Furphy, après avoir racheté les droits auprès du Bulletin.
Such Is Life contient probablement la première occurrence écrite d'un mot du dialecte anglais parlé en Australie et en Nouvelle Zélande, « ropeable » : « On't ole Martin be ropeable when he sees that fence! ».

## Œuvres
- Such Is Life (1903)
- The Poems of Joseph Furphy (1916)
- Rigby's Romance (1921)
- The Buln Buln and the Brolga (1946) ; réédition par Frances Devlin-Glass, Sydney, Halstead classics, 2001  (ISBN 1-875684-58-1)